# アイラとちかのお気に召すまま
アイラとちかのお気に召すまま（あいらとちかのおきにめすまま）は、かつてFM PORTで放送されていた、ラジオ番組。

## 概要
- 二人のぐだぐだガールズトークがメイン
- 月のメッセージ・テーマを決めてメール募集

## 放送時間
- 毎週金曜日 20:00 - 21:00 （2014年4月4日 - 2015年9月25日）
  - 2015年4月10日の放送は同年3月30日放送の「TOKYO→NIIGATA MUSIC CONVOY」が機材トラブルによりされなかったことによる振り替えの「MUSIC CONVOY SPECIAL 上村昌也 LAST NIGHT」が20:00 - 22:00に放送されていたため、放送時間が23:00 - 24:00へ変更となった[2]

### 過去
- 毎週土曜日 21:00 - 22:00 （2013年4月6日 - 2014年3月29日、スポーツ中継のために短縮されることあり）

## ナビゲーター（パーソナリティ）
- 結城アイラ
- うえむらちか

## コーナー
- あいらべや
- ちか室
- 二人の実験室